# 美妙姿勢
美妙姿勢，是愛爾蘭出身的日本純種競賽馬匹。生涯活躍中距離賽事，總戰績為15戰8勝，名次分佈為8-3-0-4，共獲獎金4億9451萬8000日圓。其生涯頭六場比賽全勝，而當中兩場更爲一級賽秋華賞及女皇伊利沙伯二世盃，令其成為日本賽馬史上首匹沒有敗績的秋華賞冠軍及首匹沒有敗績的古馬一級賽賽冠軍馬，而其生涯出戰僅六場就奪得古馬一級賽冠軍的表現更爲日本最快紀錄，如此種種紀錄使其於獲得JRA賞最佳3歲雌馬榮譽。2004年12月退役後，原定成為伏木田牧場的繁殖雌馬，唯因染色體異常，未能正常懷孕，因而改以功勞馬形式繼續在此處生活。

## 出賽前
1999年1月27日出生於愛爾蘭Barronstown Stud，被馬主伏木田達男購入並引入日本。
其後交由栗東訓練中心練馬師伊藤雄二訓練。

## 競賽生涯

### 2歲
2001年12月1日出戰阪神競馬場2歲新馬戰，比賽初段隨即衝出並一路領放，進入直路後仍然繼續加速，最終拋開後方賽駒4馬位取得首勝。
以巨大優秀勝出2歲新馬戰後，由於美妙姿勢作爲外國產馬沒有出戰雌馬經典戰線的出賽權（備註：此指無法參加前兩冠，最後一冠的秋華賞仍有出賽機會），因而陣營曾考慮於來年遠征法國以法國一千堅尼及法國橡樹大賽爲目標。然而練馬師伊藤雄二認爲其馬體尚未成熟，遠征法國言之尚早，因而擱置此計劃並安排其進入長期放草。

### 3歲
2002年8月4日於3歲以上500萬獎金以下條件戰復出，比賽初段緊咬前方的領放馬前進，進入直路後以優秀的反應超越對手並展開加速，最終跑出全場最快末腳下以5馬位優勢取得連勝。
其後出戰條件戰阿寒湖特別，再度取用先行戰術搭配直路上的加速之下，成功拉開對手5馬位距離取得三連勝。
9月15日，其以劍指秋華賞的姿態出戰前哨戰玫瑰錦標，以1.2倍獨贏賠率取得壓倒性的第一人氣。比賽開始後，其保持於先頭約莫第三的位置展開推進，並於比賽途中一直維持此節奏。進入直路後，其繼續發揮以往優秀的持續加速能力，不斷衝刺之下成功阻止後方Sakura Victoria的追擊，最終拉開對手3馬位率先衝線，以四連勝的姿態取得首個分級賽冠軍。
10月13日按照計劃出戰秋華賞，重新由2歲新馬戰時的騎師武豐執繮。比賽開始後，其稍爲墮後之下選擇於約莫第五、六的位推進，通過第三彎道時候逐步提速，並於通過第四彎道時候經已進佔第二的位置。進入直路後，其於爆發出後600米34.5秒的末腳速度下輕鬆超越領放馬Yu Carat取得領先，及後繼續衝刺下不斷拉開和後方之間的距離，最終以3 1/2馬位優勢及破紀錄的1分58.1秒時間再度壓贏後上馬Sakura Victoria，奪得首個一級賽冠軍之餘亦成爲日本賽馬史上首匹無敗秋華賞馬。
其後乘勢出戰女皇伊利沙伯二世盃，縱然面對一種年長馬匹，其仍然以1.2倍獨贏賠率取得壓倒性的第一人氣。比賽開始後，其出稍爲不順下於先行集團後方位置逐步推進，但於通過第一彎道後經已閃出並進佔第二的位置，而於比賽途中亦保持穩定的節奏。進入直路後，即使其於比賽初段經已進行加速爬升，但仍然可以運用餘力不斷加速，最終轟出後600米33.2秒恐怖末腳下，成功以2 1/2馬位優勢贏過同爲先行馬的Diamond Biko再度奪冠，不但成爲日本賽馬史上首匹以無敗姿態勝出古馬一級賽的賽駒，其僅出戰六場賽事就贏得古馬一級賽的速度更爲日本最快紀錄。
12月22日以馬迷投票第三出戰有馬紀念，然而於比賽初段因和跳舞城搶奪領放位置時浪費過多體力，於進入直路後表現出力弱些微失速，最終以第五吞下生涯首敗。
年末，由於其以無敗的姿態奪得兩個一級賽冠軍，因而於評選中以全票281票當選最佳3歲雌馬，但於日本馬王評選中則大敗於以3歲馬身份勝出秋季天皇賞及有馬紀念的吉兆。

### 4歲
2003年初陣營並未安排任何賽事，而是將其送往放草並於福島縣磐城市競走馬綜合研究所常盤分所（今競走馬康復中心）進行休養。
8月17日於結束休養在皇后錦標復出，雖然採取居中戰術下成功於直路跑出全場最快末腳，但仍然無法阻止第七人氣伏兵Osumi Haruka一放到底，最終以頸位差距憾負。
10月12日出戰每日王冠，選擇領放戰術下於直路急劇失速，最終以第七落敗。
其後出戰一哩冠軍賽，於第18檔大外檔起步的情況下並未急於搶佔位置，而是保持於約莫第九的中團位置展開推進。進入直路於外檔位置不斷加速並一度取得領先，然而於最後關頭仍然被大外檔強襲的多旺達超越，以3/4馬位差距落敗。
12月21日出戰阪神牝馬錦標，比賽初段選擇於中團位置逐步推進，並於第二至第三彎道途中開始發力進佔先頭位置。進入直路後，其以優秀的反應逐步提速，最終超越前方賽駒下亦可以抵擋後方賽駒的追擊，以頸位優勢壓贏第二的Happy Path取得冠軍。

### 5歲
2004年繼續現役，然而於年度首戰安田紀念一直停留於中團位置未能加速之下以第十三大敗。
其後於夏季出戰函館紀念，雖然於直路成功衝出進佔有利位置，但未能保持優秀下最終被後上的Craft Work超越落敗得第二。
完成函館紀念後繼續停留於北海道作賽，於8月22日出戰札幌紀念。比賽開始後，其選擇於後方位置等待時機，並於通過第三彎道後開始逐步發力加速，於最後彎道時候成功爬升至到第五的位置。進入直路後，縱然其一直進行長距離的衝刺，但仍有餘力繼續跑出全場最快末腳，最終超越前方賽駒下再度取得分級賽優勝。
11月21日出戰一哩冠軍賽，但於途中再度未能加速衝出，最終沉沒於馬群之下以第九落敗。
於一哩冠軍賽大敗後，陣營決定安排其退役，並於12月1日取消日本中央競馬會的賽駒註冊。

### 詳細賽績
| 日期       | 舉辦國家 | 馬場 | 距離   | 級別 | 賽事名稱             | 負重 | 騎師     | 馬號 | 出馬 | 名次 | 時間   | 頭馬（二馬）        |
| ---------- | -------- | ---- | ------ | ---- | -------------------- | ---- | -------- | ---- | ---- | ---- | ------ | ------------------- |
| 1/12/2001  | 日本     | 阪神 | 草2000 |      | 2歲新馬              | 53   | 武豐     | 4    | 10   | 1    | 2:03.4 | （Neo Maestro）     |
| 4/8/2002   | 日本     | 函館 | 草2000 |      | 3歲以上500萬獎金以下 | 52   | 松永幹夫 | 4    | 16   | 1    | 2:03.9 | （Pretty Jewel）    |
| 25/8/2002  | 日本     | 札幌 | 草2600 |      | 阿寒湖特別           | 53   | 松永幹夫 | 5    | 14   | 1    | 2:42.4 | （Mejiro Raiden）   |
| 15/9/2002  | 日本     | 阪神 | 草2000 | GII  | 玫瑰錦標             | 54   | 松永幹夫 | 6    | 16   | 1    | 2:00.1 | （Sakura Victoria） |
| 13/10/2002 | 日本     | 京都 | 草2000 | GI   | 秋華賞               | 55   | 武豐     | 12   | 18   | 1    | 1:58.1 | （Sakura Victoria） |
| 10/11/2002 | 日本     | 京都 | 草2200 | GI   | 女皇伊利沙伯二世盃   | 54   | 武豐     | 12   | 13   | 1    | 2:13.2 | （Diamond Biko）    |
| 22/12/2002 | 日本     | 中山 | 草2500 | GI   | 有馬紀念             | 53   | 武豐     | 12   | 14   | 5    | 2:33.4 | 吉兆                |
| 17/8/2003  | 日本     | 札幌 | 草1800 | GIII | 皇后錦標             | 58   | 武豐     | 2    | 11   | 2    | 1:47.7 | Osumi Haruka        |
| 12/10/2003 | 日本     | 東京 | 草1800 | GII  | 每日王冠             | 57   | 武豐     | 6    | 11   | 7    | 1:46.4 | 各有千秋            |
| 23/11/2003 | 日本     | 京都 | 草1600 | GI   | 一哩冠軍賽           | 55   | 武豐     | 18   | 18   | 2    | 1:33.4 | 多旺達              |
| 21/12/2003 | 日本     | 阪神 | 草1600 | GII  | 阪神牝馬錦標         | 57   | 武豐     | 8    | 16   | 1    | 1:33.4 | （Happy Path）      |
| 6/6/2004   | 日本     | 東京 | 草1600 | GI   | 安田紀念             | 56   | 武豐     | 1    | 18   | 13   | 1:34.0 | 鶴丸小子            |
| 25/7/2004  | 日本     | 函館 | 草2000 | GIII | 函館紀念             | 57   | 武豐     | 10   | 13   | 2    | 2:00.7 | Craft Work          |
| 22/8/2004  | 日本     | 札幌 | 草2000 | GII  | 札幌紀念             | 57   | 武豐     | 6    | 11   | 1    | 2:00.4 | （各有千秋）        |
| 21/11/2004 | 日本     | 京都 | 草1600 | GI   | 一哩冠軍賽           | 55   | 武豐     | 5    | 16   | 9    | 1:34.1 | 多旺達              |

## 退役後
退役後，美妙姿勢成爲了繁殖雌馬，於北海道浦河町伏木田牧場休養，在2005年進行配種但受胎不成功，其後嘗試數次仍然失敗。最終於醫療團隊檢查下確認爲染色體異常導致其未能懷孕，因而由繁殖雌馬退役並以功勞馬身份繼續於此地進行養老生活。

## 血統簡介
父系丹山爲美國生產的英國賽駒，生涯戰績優秀，曾勝出一級賽希鐸短途盃錦標，退役後配種成績亦極爲優秀。祖父單色爲美國賽駒，生涯三場全勝後因傷退役，退役後成爲著名種馬，現以確立爲一支獨立的系統。
母系Cocotte英國賽駒，雖然生涯中僅得一勝，但曾於三級賽普賽克錦標跑獲亞軍及於當時仍然爲二級賽的蘭秀錦標跑獲第四。外祖父金衡制爲英國賽駒，生涯戰績優秀，曾勝出一級賽金邊臣金盃、英皇佐治六世及皇后伊利沙伯鑽石錦標、葉森打吡及愛爾蘭打吡。

### 血統表
| 父線：丹山系（單色系）                    |                          |              |                 |
| 種馬 丹山 1992年（棗色）                  | 單色 1977年（棗色）      | 北地舞人     | 新北區          |
| 種馬 丹山 1992年（棗色）                  | 單色 1977年（棗色）      | 北地舞人     | Naltalma        |
| 種馬 丹山 1992年（棗色）                  | 單色 1977年（棗色）      | Pas de Nom   | Admirals Voyage |
| 種馬 丹山 1992年（棗色）                  | 單色 1977年（棗色）      | Pas de Nom   | Petitioner      |
| 種馬 丹山 1992年（棗色）                  | Razyana 1981年（棗色）   | His Majesty  | 里博            |
| 種馬 丹山 1992年（棗色）                  | Razyana 1981年（棗色）   | His Majesty  | Flower Bowl     |
| 種馬 丹山 1992年（棗色）                  | Razyana 1981年（棗色）   | Spring Adieu | Buckpasser      |
| 種馬 丹山 1992年（棗色）                  | Razyana 1981年（棗色）   | Spring Adieu | Natalma         |
| 繁殖雌馬 Cocotte 1983年（棗色）           | 金衡制 1976年（棗色）    | Petingo      | Petition        |
| 繁殖雌馬 Cocotte 1983年（棗色）           | 金衡制 1976年（棗色）    | Petingo      | Alcazar         |
| 繁殖雌馬 Cocotte 1983年（棗色）           | 金衡制 1976年（棗色）    | La Milo      | Hornbeam        |
| 繁殖雌馬 Cocotte 1983年（棗色）           | 金衡制 1976年（棗色）    | La Milo      | Pin Prick       |
| 繁殖雌馬 Cocotte 1983年（棗色）           | Gay Milly 1977年（棗色） | 水車礁石     | Never Bend      |
| 繁殖雌馬 Cocotte 1983年（棗色）           | Gay Milly 1977年（棗色） | 水車礁石     | Milan Mill      |
| 繁殖雌馬 Cocotte 1983年（棗色）           | Gay Milly 1977年（棗色） | Gaily        | Sir Gaylord     |
| 繁殖雌馬 Cocotte 1983年（棗色）           | Gay Milly 1977年（棗色） | Gaily        | Spearfish       |
| 雌系：號族：11                            |                          |              |                 |
| 五代內近親交配：Natalma 4×4、Petition 5×4 |                          |              |                 |

## 命名由來
名字Fine Motion（ファインモーション）於英語中，意思是「優秀的動作」，香港則取其意思，翻譯为「美妙姿勢」。

## 外部連結
- 美妙姿勢 netkeiba.com
- 美妙姿勢 sportsnavi.com
- 美妙姿勢 jbis.or.jp
- 美妙姿勢 racingpost.com
- 血統表 （页面存档备份，存于）